# Länsstyrelsen i Södermanlands län
Länsstyrelsen i Södermanlands län är en statlig myndighet med kansli i Nyköping. Länsstyrelsen ansvarar för den statliga förvaltningen i länet, och har flera olika mål gällande regional utveckling. Länsstyrelsen i Södermanlands län har cirka 200 anställda.
Länsstyrelsens chef är landshövdingen, som utses av Sveriges regering.